# 江本一真のゴッジ
江本一真のゴッジ（えもとかずまのゴッジ）は、2019年4月1日から広島エフエム放送（HFM）で放送されているラジオ番組。

## 番組概要
面白い事なら何でも引き受けるスタイルで、バラエティーに富んだ構成。
番組開始当初は放送開始時間が17時(午後5時)開始だった事を受けてタイトルが付けられた。
アーティストからのコメントも時折入ることもある。
パーソナリティ江本一真の初冠番組でもある。
リスナーの事を、えもらーと呼ぶことがあり、また年代でメッセージを読む際にサンキュー～～と呼称し冠を付けて放送するスタイルだが、限定はされて居らず構成上ブレが発生する場合もある。
| 小学生         | ドリーマー |
| 20～30歳代男女 | アミーゴ   |
| 40歳以上女性   | マダム     |
| 40歳以上男性   | ダンディ   |

### 2019年4月〜2020年3月
放送時間が17:00～17:54。

### 2020年10月～2021年3月
放送開始の時間が30分早まり16:30～17:54となる。
2021年3月11日 公開生放送再開。

### 2021年4月～2021年12月
放送開始の時間が30分早まり16:00～17:44に拡大。

### 2022年1月～2024年3月
放送終了の時間が5分延長され16:00～17:50となる。
2022年2月7日 テレビ新広島【STU48×ASH限定オーディション】New Wave Project企画内の選抜メンバ8人が一週間限定、日替わりで輪番登場。

1月17日 2021年で「うら唐DJえも太郎」コーナー終了に伴い新コーナー「うら唐EXPRESS」始まる。

### 2024年4月～
平日昼枠のワイド番組が再編され、当番組は月曜と火曜の2曜日のみの放送となった。開始時刻を15:00に前倒しし15:00～17:50に。
| 月曜～木曜     | ジャパネットたかたラジオショッピング |                      |
| 第四月曜日     | うら唐EXPRESS                        |                      |
| 第三木曜日     | バズれビッグラン                     |                      |
| 月曜日         | 相席いいっすか                       |                      |
| 火曜日         | えもっちゃんといっしょ               | 周ちゃんの駆け込み寺 |
| 水曜日         | オイラーズ魂                         |                      |
| 火曜日か木曜日 | ゴッジメン                           |                      |
| 不定期         | オッケーパーティーピーポー           |                      |

第二、第四木曜日は広島本通商店街より公開生放送で、通常放送とは内容が異なる。